# فضل أباد (تيران وكرون)
فضل‌ أباد هي قرية في مقاطعة تيران وكرون، إيران. يقدر عدد سكانها بـ 146 نسمة بحسب إحصاء 2016.